# Федерация регби Казахстана
Федерация регби Казахстана — казахская спортивная организация, официально занимающаяся развитием регби-15 и регби-7 в стране. В текущем виде основана в 1993 году, в World Rugby и Регби Азия с 1997 года.

## История
Федерация регби Казахстана фактически начала деятельность в 1991 году. Согласно данным World Rugby, была основана в 1993 году, в World Rugby состоит с 1997 года, Регби Азия состоит с 1999 года. Федерация регби занимается организацией национальных соревнований по классическому регби (регби-15) и олимпийскому варианту (регби-7), управляет мужскими и женскими сборными разных возрастных категорий. По данным на 2016 год, чемпионаты Казахстана по регби проходили с участием 8 мужских команд и 6 женских команд.
Наиболее серьёзных достижений из сборных добилась женская сборная по регби-7, выигравшая Азиатские игры 2010 года и дважды становившаяся бронзовым призёром в 2014 и 2018 годах, а также боровшаяся за путёвку на Олимпиаду в Рио-де-Жанейро и проигравшая в полуфинале решающего олимпийского отбора.
Тем не менее, в 2016 году на Федерацию регби Казахстана были наложены санкции из-за ряда нарушений: в 2012 году за сборную играл гражданин Узбекистана, получивший позже российский паспорт, что обернулось в итоге дисквалификацией сборной и отправку в III дивизион.

## Руководители
- Кнорр, Станислав Владимирович (1991—2011)[3]
- Уанбаев, Мурат Жумабекович (2016—2018)
- Шалгымбаев, Асыл Муратшаевич (2018—2021)[4]
- Джартыбаева, Айгуль Муратхановна (2021—2025)[5]
- Шарлапаев, Канат Бисимбаевич (с 2025)[6]